# Bolesław Kotkowski

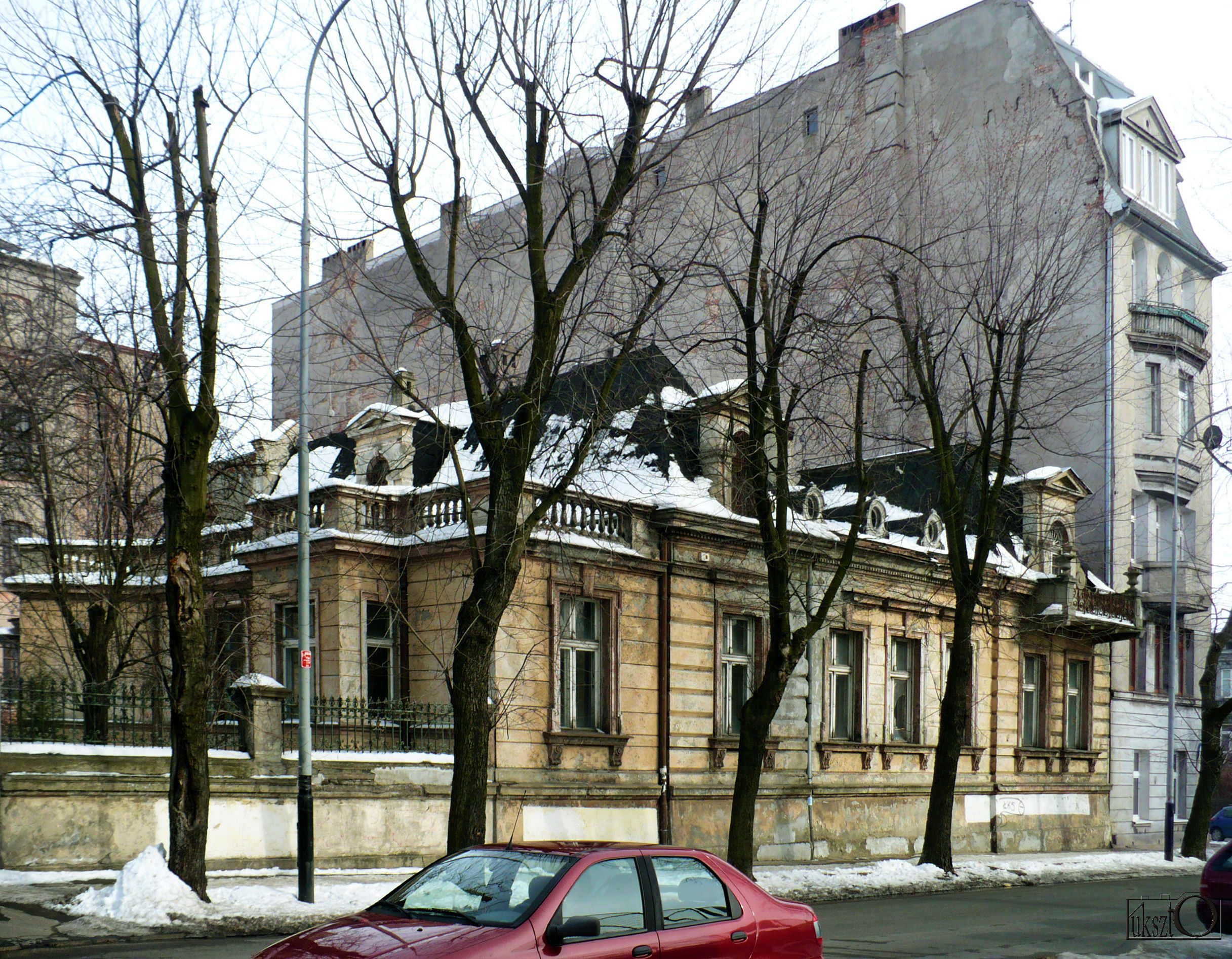
Pałacyk Teodora Meyerhoffa w Łodzi, ul. Dowborczyków 18 – druga siedziba drukarni Bolesława Kotkowskiego.

Bolesław Kotkowski (ur. 5 sierpnia 1886 w Łodzi, zm. 2 września 1944 w Warszawie) – polski drukarz i wydawca, Radny Miasta Łodzi (1919–1922) i wiceprzewodniczący Komitetu Obywatelskiego miasta Łodzi

## Życiorys
Kotkowski urodził się w zamożnej rodzinie robotniczej. Ukończył kursy buchalteryjne J. Mantibanda oraz szkołę średnią w Łodzi. Początkowo pracował w bankowości, a także jako przedstawiciel firm handlowych oraz administrator nieruchomości, a od 1912 pracował w zakładzie drukarsko-litograficznym Zygmunta Terakowskiego. W 1918 z Bolesławem Froelichem wykupił 75% udziałów firmy, w 1920 wykupując pozostałe. W 1921 utworzył własny zakład „Bolesław Kotkowski i S-ka, Zakłady Graficzne” oraz wykupił nieruchomość przy ul. Piotrkowskiej 91, gdzie mieściła się drukarnia. W 1922 zarządzał również spółką Towarzystwa Drukarsko-Wydawniczego, wydającą „Kurier Łódzki”.
W styczniu 1923 przekształcił swoją firmę w spółkę aukcyjną, czyniąc Józefa Gruszczyńskiego prokurentem i powierzając organizację techniczną bratu Aleksandrowi Kotkowskiemu (ur. 23.02.1889, zm. 13.03.1945). Kotkowski rozbudowywał i modernizował firmę, w tym zecernię, drukarnię, litografię, introligatornię, wykończalnię i pakownię. W latach 1924–1929 poszerzył dział litografii o 9 nowoczesnych maszyn offsetowych. W 1928 wykupił fabrykę przy ul. Juliusza 14/18 (ob. ul. Dowborczyków), gdzie w 1929 przeniósł firmę. Wprowadził specjalizację produkcji, skupiając się na produkowaniu etykiet i opakowań dla zakładów przemysłowych, a także pocztówki, kalendarze plakaty, ulotki, książki i czasopisma. Największymi klientami przedsiębiorstwa były firmy takie jak m.in.: Państwowy Monopol Tytoniowy, Państwowy Monopol Zapałczany, Fabryka Czekolady A. Piaseckiego w Krakowie, piwowarskie Towarzystwo Akcyjne Haberbusch i Schiele w Warszawie, Wytwórnia Wódek i Likierów J. Glinki w Poznaniu czy Fabryka Likierów Alfreda hrabiego Potockiego w Łańcucie.
W jego zakładach litograficznych wykonano około 120 tys. druków. W 1922 zatrudniał 90 osób. W 1939 – 209. Drukarnia Kotkowskiego podczas II wojny światowej działała pod komisarycznym zarządem niemieckim i zatrudniała około 100 pracowników, drukując akcydensy i kartki żywnościowe. W 1945 została przejęta przez Ministerstwo Skarbu dla potrzeb Państwowej Wytwórni Papierów Wartościowych, następnie w 1981 rozpoczęły w niej działalność Łódzkie Zakłady Graficzne. W XXI w. w budynku powstały przestrzenie biurowe.
Podczas okupacji niemieckiej Kotkowski przebywał w Warszawie. Był ofiarą cywilną powstania warszawskiego. Zginął 2 września 1944 przy ul. Malczewskiego 5. Ekshumowano go 11 sierpnia 1945 i pochowano na Cmentarzu Służewskim.

### Działalność społeczna
Kotkowski był właścicielem znacznej biblioteki z zakresu historii sztuki, która została rozgrabiona przez Niemców. Działał również społecznie – był m.in. rewidentem przemysłu graf, i pap. w Izbie Hand, w Lodzi, ekspertem sądowym w Lodzi w sprawach poligrafii, prezesem Stowarzyszenia Właścicieli Zakładów Graficznych Województwa Łódzkiego, był prezesem Rady Naczelnej Kupiectwa Polskiego oraz członkiem komisji rewizyjnej VI Łódzkiego Towarzystwa Pożyczkowo-Oszczędnościowego Od 1907 działał w Stowarzyszeniu Wzajemnej Pomocy Pracowników Przemysłowo-Handlowych guberni piotrkowskiej, przekształconej później w Stowarzyszenie Handlowców Polskich, przy którym Kotkowski założył składnicę spożywczą i chór męski, którym kierował.
Ponadto podczas I wojny światowej działał w komisji szacunkowej miejskiej wyceniającej straty miasta. W latach 1919–1922 był radnym Rady Miejskiej w Łodzi. Podczas II wojny światowej był współzałożycielem i wiceprzewodniczącym Komitetu Obywatelskiego miasta Łodzi, zabezpieczającego miasto w żywność i opał po objęciu władzy przez okupanta, któremu przewodniczył Kazimierz Tomczak i do którego należał również Arno Kindermann. Ufundował również samolot dla Wojska Polskiego, a nim jego zakład przejęli Niemcy, drukował w nim bony zastępujące pieniądze.